# Eppenbrunn
Eppenbrunn est une municipalité de la Verbandsgemeinde Pirmasens-Land, dans l'arrondissement du Palatinat-Sud-Ouest, en Rhénanie-Palatinat, dans l'ouest de l'Allemagne.

## Toponymie
- Eppenbron, Eppenbrunn.

## Histoire
Eppenbrunn est une ancienne commune de la Moselle[Quand ?].

## Références

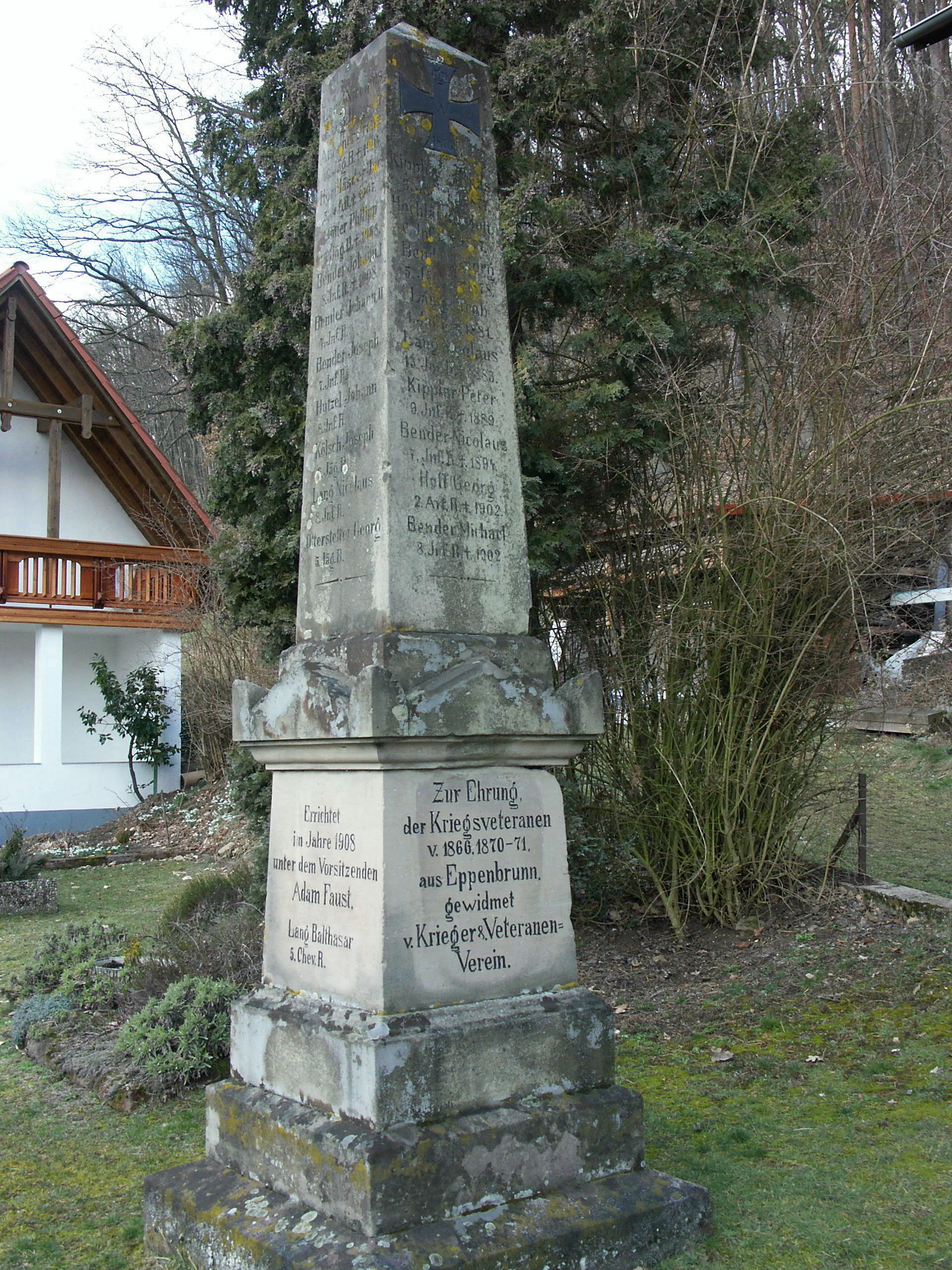
Mémorial de guerre (1870/71)